# Быльчино
Быльчино — деревня в Валдайском районе Новгородской области России. Входит в состав Любницкого сельского поселения.

## География
Деревня находится в юго-восточной части региона, в зоне хвойно-широколиственных лесов, у реки Лососенка.

## Население
| 2010 |
| ---- |
| 1    |

## Инфраструктура
Личное подсобное хозяйство.

## Транспорт
Лесные дороги.